# Romanian Open 2005
Il Romanian Open 2005, conosciuto anche come BCR Open Romania 2005 per ragioni di sponsorizzazione, è stato un torneo di tennis giocato sulla terra rossa. È stata la 13ª edizione del torneo, facente parte della categoria International Series nell'ambito dell'ATP Tour 2005.
Si è giocato all'Arenele BNR di Bucarest in Romania, dal 12 settembre al 18 settembre 2005.

## Campioni

### Singolare
Florent Serra ha battuto in finale  Igor' Andreev con il punteggio di 6–3, 6–4

### Doppio
José Acasuso /  Sebastián Prieto hanno battuto in finale  Victor Hănescu /  Andrei Pavel con il punteggio di 6–3, 4–6, 6–3